# Katarzyna Gawor
Katarzyna Maria Gawor (ur. 12 października 1988 w Krakowie) – polska koszykarka występująca na pozycjach silnej skrzydłowej lub środkowej, multimedalistka mistrzostw Polski.

## Życiorys
Jej matka, Małgorzata Kapera była także koszykarką oraz wielokrotna mistrzynią Polski. W koszykówkę grała też jej siostra Dominika.
W przeszłości występowała w dwóch drużynach amerykańskiej ligi akademickiej NJCAA oraz jednej NCAA (Southeastern Louisiana Lady Lions).

## Osiągnięcia

### Drużynowe
- Mistrzyni Polski (2006, 2007, 2011)